# Liemers (streek)

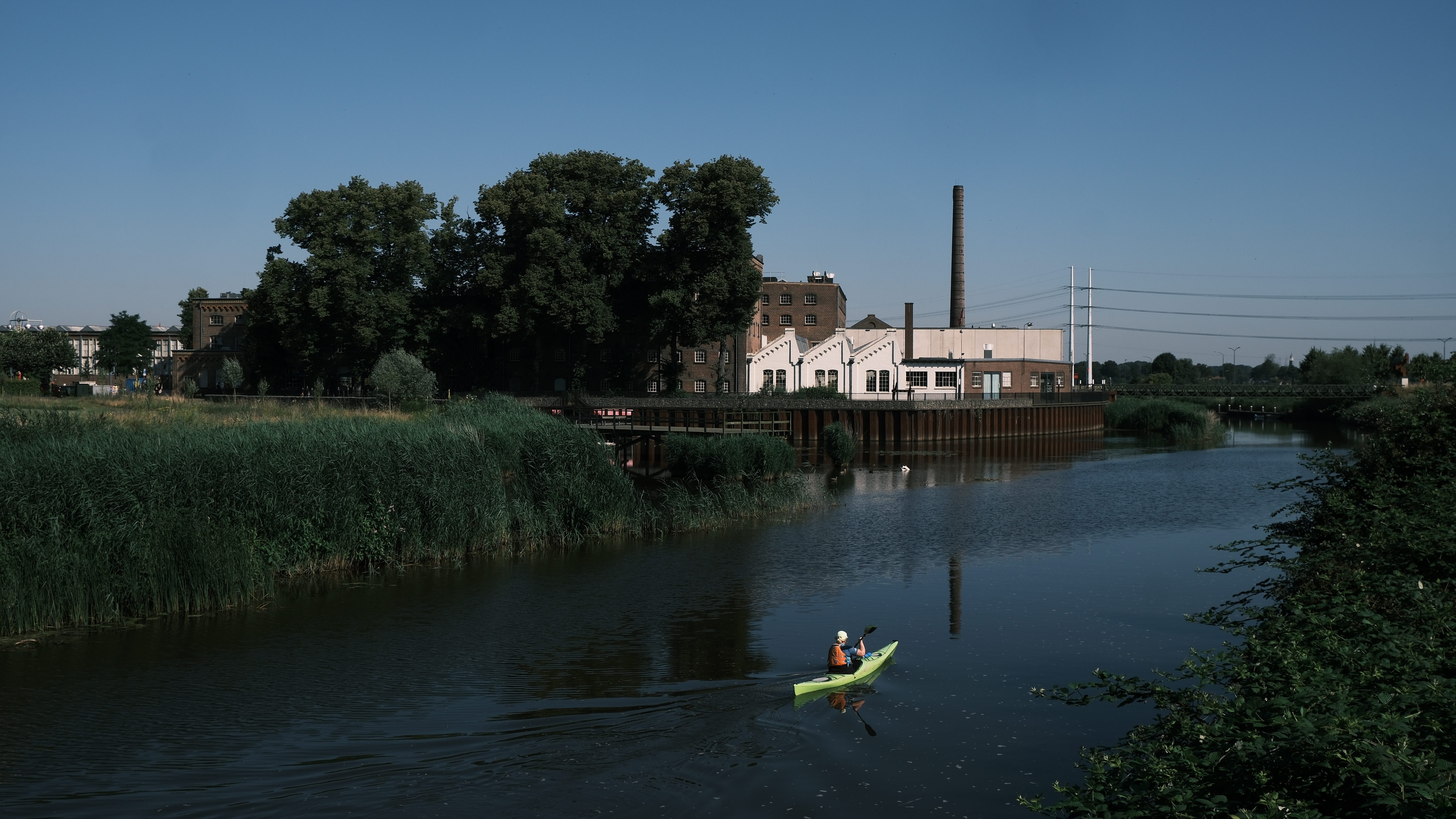
Oude IJssel bij het DRU-Industriepark, Ulft

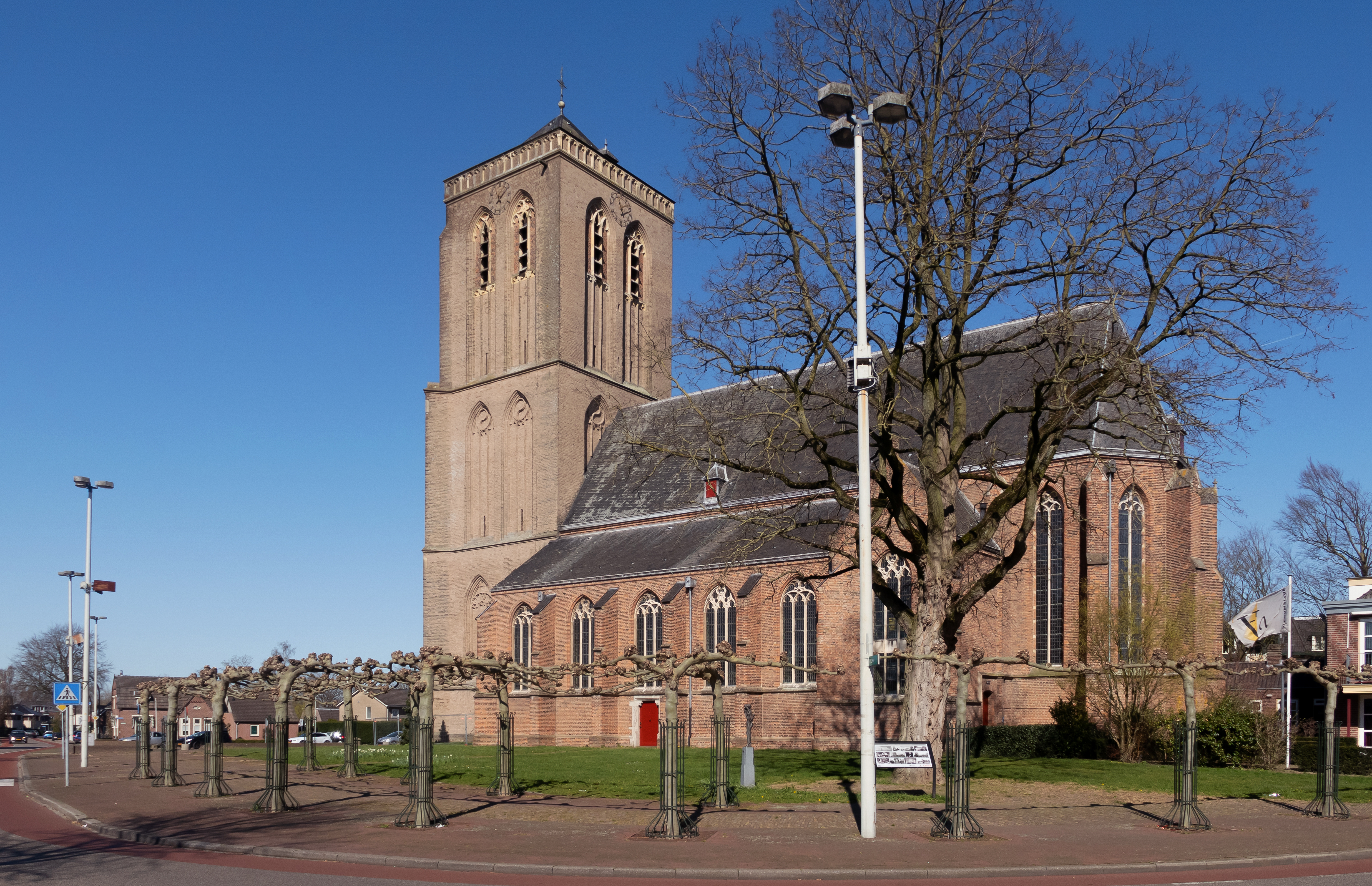
Kerk O.L.V. van Altijddurende Bijstand te Didam

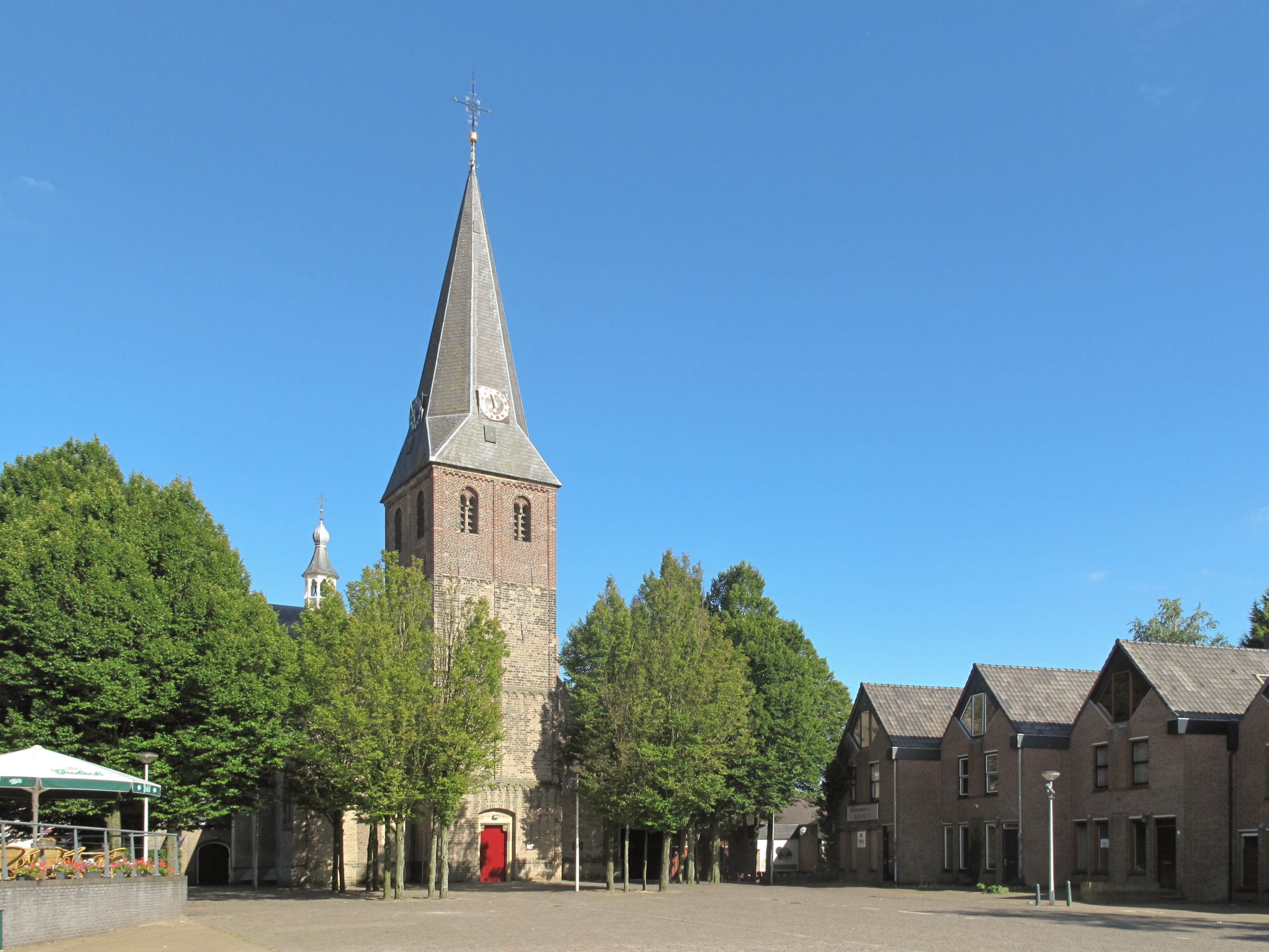
Remigiuskerk, Duiven

De Liemers (voorheen geschreven als De Lijmers en Lymers) is een streek in de Nederlandse provincie Gelderland, gelegen ten zuidoosten van Arnhem. De streek wordt begrensd door de Duitse grens in het zuidoosten, de Nederrijn in het zuidwesten, de IJssel in het noordwesten en de Oude IJssel in het noordoosten.
Het was in de middeleeuwen eerst een  Germaans gouw in Hamaland. Het ondergouw Leomerike (de oorsprong van de hedendaagse benaming Liemers) ontstond rond 838 en ging in de hoge middeleeuwen over in het Rentambt Liemers van het Hertogdom Gelre. Er woonden in 2015 ongeveer 147.000 mensen in de Liemers.

## Ligging
De Liemers heeft in de rest van Nederland geen grote bekendheid, de streek wordt elders vaak gezien als deel van de Achterhoek. Dikwijls wordt aangenomen dat het bosgebied Montferland de oostelijke grens is, en nog juist in de Achterhoek is gelegen. Een andere prominente zienswijze is de Oude IJssel als streekgrens aan te houden. Uit historische bronnen blijkt dat de Liemers het gebied tussen Rijn, IJssel en Oude IJssel omvat.
Ook een gebied dat tegenwoordig in Duitsland ligt is Liemers, onder meer rondom de kerken in Elten. De Sint-Vituskerk in Hoog-Elten was tijdens de middeleeuwen een residentie van de graaf van Hamaland. Het gebied tussen de Rijn en Oude IJssel was in deze tijd de pagus Leomerike (Gouw Liemers), een district van Hamaland. De gemeente Montferland heeft zich aangesloten bij het toeristisch samenwerkingsverband van de Achterhoek, de Stichting Achterhoek-Toerisme. Over de in Montferland geplaatste 'Welkom in de Achterhoek'-borden van deze stichting ontstond in 2015 discussie.

### Aangrenzende streken
| Aangrenzende landstreken | Aangrenzende landstreken | Aangrenzende landstreken | Aangrenzende landstreken | Aangrenzende landstreken |
| ------------------------ | ------------------------ | ------------------------ | ------------------------ | ------------------------ |
|                          |                          | Veluwe                   |                          |                          |
|                          |                          |                          |                          |                          |
| Over-Betuwe              | Achterhoek               |                          |                          |                          |
|                          |                          |                          |                          |                          |
| De Duffelt               |                          | Nederrijn                |                          | De Hetter (D)            |

### Landschap
Het centrale deel van de Liemers wordt gevormd door een riviervlakte uit de laatste IJstijd, een gebied met uitgestrekte akkers en weiden en wat kleine boscomplexen. De Liemers bestaat grotendeels uit rivierkleigebied. In het midden van de streek rijst het stuwwalcomplex van Montferland zich op, een glaciale stuwwal die ontstaan is in de IJstijd. Het gebied rondom het Montferland is een centrum van zandgronden in de door rivierklei gekenmerkte Liemers. Door de aanwezigheid van de rivierklei die Nederland bereikte via de Rijn zijn er langs de Rijn en IJssel talrijke steenfabrieken en pannenbakkerijen ontstaan. Eveneens bevinden zich hier enkele scheepswerven.
Een loop van de Rijn liep voorheen daar waar nu de Oude IJssel ligt. Later verschoof de hoofdstroom richting waar nu de Oude Rijn ligt. In 1707 werd het Pannerdensch Kanaal de belangrijkste afvoerschakel van de Rijn. Ook de grensrivier Die Wild is feitelijk een oude arm van de Rijn. De Liemers was eeuwenlang het overstroomgebied van de Rijn. Op 1 maart 1784 bijvoorbeeld brak de Rijndijk bij Bislich (bij Rees in Duitsland, oude Nederlandse naam: Bisselijk) door, waardoor het gebied tussen 's-Heerenberg en Doesburg overstroomd raakte. De omgeving rond Vethuizen werd daarbij zwaar getroffen. In 1855 en 1856 kwam nagenoeg de volledige Liemers (met uitzondering van de omgeving rond het Bergherbos) onder water te staan.
Anders dan sommige schoolboeken vermelden, komt de Rijn Nederland niet binnen bij Lobith / Tolkamer, maar in zijn volledigheid bij het zuidelijker gelegen Millingen aan de Rijn. Bij Spijk komt de Rijn slechts voor de helft Nederland binnen. Tolkamer heeft zijn naam te danken aan het feit dat hier tol werd geheven. Schepen die doorvaart wilden moesten eerst tol betalen.

### Culturele kenmerken
Het Liemers dialect behoort tot het Nederfrankisch dialectgebied en heeft kenmerken van de overgang naar het Nedersaksisch. Dialectkaarten laten zien dat het Oude IJssel-gebied de grens vormt tussen het Nedersaksische Noord- en Oost-Nederland en het Nederfrankische Zuid- en West-Nederland. Het dialect van de Liemers wordt binnen het Nederfrankisch gerekend tot het grensoverschrijdende Kleefslands.
Tevens markeert deze grens ook een verschil in kerkelijke richting. Terwijl de Achterhoek een meer protestants karakter heeft, is de Liemers van oudsher katholiek gebleven. Het heeft daardoor culturele verwantschap met de eveneens katholieke Nederrijn (in het Rijnland, met name het Land van Kleef), De Duffelt, Betuwe, Limburg en Brabant, zo wordt in een aantal plaatsen jaarlijks een sacramentsprocessie gehouden.

## Geschiedenis
Na de ineenstorting van het Romeinse Rijk in de 5de eeuw, vulden de Franken - een stamverband van onder andere Saliërs, Bataven en Chamaven - het machtvacuüm op. Zij deelden hun rijk in de 8ste en 9de eeuw op in gouwen. Niet ongebruikelijk in de rijksorganisatie van de Karolingen werden twee gouwen in één bestuurlijk district, een graafschap, samengebracht. Hamaland (vermoedelijk vernoemd naar de Chamaven) omvatte de IJsselgouw in het noorden en de gouw Leomericke (of: Leomeriche en Leomerike), de Liemers dus, in het zuiden.
De Emmerikse historicus Adolf Tibus heeft in zijn beschrijving „Der Gau Leomerike” met de sterkste argumenten bewezen dat het oude gouw Leomerike, waarvan de Liemers is overgebleven, samenviel met het Aartsdiakonaat Emmerik. Tibus heeft dit aannemelijk gemaakt door de kerkelijke indeling te volgen en aangezien de kerkelijke indeling zich aanpaste aan het wereldlijke bestuur, waren de onderstaande plaatsen te rangschikken in het oude pagus (gouw) Leomerike (Liemers): Westervoort, ’s-Heerenberg, Loo, Beek, Duiven, Zeddam, Groessen, Netterden, Zevenaar (stad), Gendringen, Ulft, Elten (Hoog), Wehl, Terborg, Emmerik, Etten, Kellen, Didam en Brienen.
In de gouw Leomerike zaten Fordhuson (Voorthuisen bij Elten), Didehum (Didam), Elisa (in Didam) , Swellc (ook Didam), Asawon (Asewyn bij Zeddam), Eltna (Elten), Westervurd (Westervoort). Het aartsdiakonaat Emmerik was in de middeleeuwen een van de elf aartsdiakonaten van het bisdom Utrecht. Het was genoemd naar de hoofdplaats van het gouw Leomerike, Emmerik, destijds onderdeel van het Graafschap Gelre. Rond de dertiende eeuw zijn Terborg Kellen en Brienen afgescheiden van de Liemers, waardoor grofweg het gebied tussen Rijn en Oude IJssel in akten met het etiket „Liemers” werd aangeduid.
De Liemers is daarna lange tijd geen eenheid meer geweest. In dit gebied botsten eeuwenlang Gelderse en Kleefse belangen. Het westelijk deel van de Liemers, het scholtambt van Liemers was van het begin van de 15e eeuw tot 1815 deel van het hertogdom Kleef, dat sinds 1666 onderdeel van Brandenburg-Pruisen was. De voormalige heerlijkheid Bergh, Gelders leen sinds de 14e eeuw, vormt het oostelijk deel. Ook Gendringen en Ulft behoorden ooit tot Bergh.
Een Gelderse rentmeestersrekening uit 1340 vermeldt dat Gelre in zijn rentambt Liemers goederen bezat te Weel, Zevenaar, Bedburg (dat is Babberich), Angeroyen, Westervoort, Duiven, Groessen, Beek en Zeddam. Een Kleefse akte uit 1348 noemt in 'onssen lande van Lyemersch' bezittingen 'te Zevenaren, te Wele, te Duven, te Gruessen, the Dydem ende the Beke'. In 1355 moest de Gelderse hertog een flinke veer laten, toen hij uit geldnood zijn Liemerse bezittingen en Emmerik verpandde aan zijn zwager de graaf van Kleef. Verpanding van (delen van) het leengoed was binnen het feodale stelsel een gebruikelijke manier om financiële leemtes aan te vullen. Daar dit pand nooit werd ingelost, bleven deze gebieden eeuwenlang onder Kleefs houderschap. De heer Van den Bergh versperde voor Kleef de weg naar verdere gebiedsuitbreiding in de Liemers onder andere door Beek en de bezittingen in Didam van Kleef in pandschap te nemen.

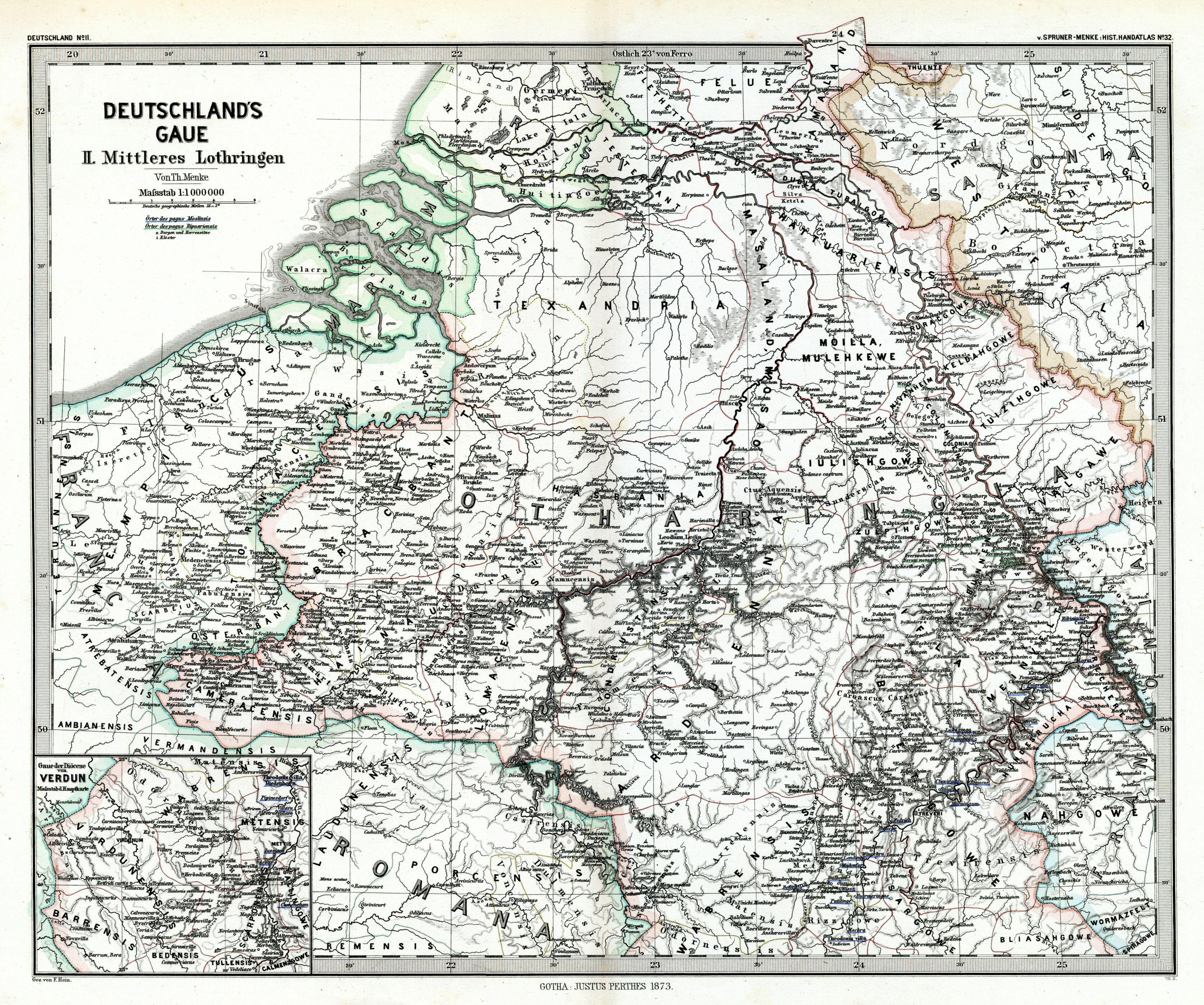
Op de tweede rij in het achtste vak op de kaart staat Leomerike op de plaats van de Liemers in de vroege Middeleeuwen, kaart uit 1873 (klik voor vergroting).

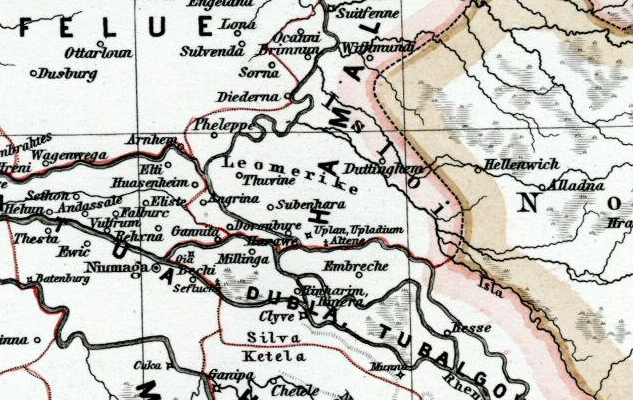
Ingezoomd op de Liemers (Leomerike), bewerkte versie van bovenstaande kaart.

Kaart uit 1880 met de Lymers. De situatie op de kaart betreft het begin van de dertiende eeuw.

Grote veranderingen voor het gebied kwamen ten tijde van de Franse overheersing. Het Kleefse ambt Liemers werd in 1806 bij het tussen Münster en Keulen gelegen Groothertogdom Berg gevoegd. Twee jaar later werd de Liemers bij het Koninkrijk Holland gevoegd. In 1813 waren de Fransen verslagen, en werd alles weer als "vanouds"" en werden Kleefse gebieden onder Pruisisch gezag geplaatst. Echter het Ambt Liemers werd niet hersteld, maar gesplitst in de Bürgermeistereyen Duiven en Zevenaar. Het Congres van Wenen normaliseerde de rijksgrens, waardoor de Pruisische soevereiniteit na tweeënhalf jaar ophield te bestaan. Op 1 juni 1816 werd het gebied aan het Koninkrijk der Nederlanden toegevoegd. Schenkenschanz en een deel van Bergh ten zuiden van de beek De Wild gingen als compensatie daarvoor naar Pruisen, waardoor de stad Emmerik werd uitgebreid met Borghees, Speelberg, Klosterberg en Hassent.
In de negentiende eeuw ontstond in het Nederlandse politieke systeem het districtenstelsel, waarin de Liemers het duidelijkst terug te herkennen viel in de vorm van het kiesdistrict Zevenaar. Dit was een kiesdistrict bij Provinciale Statenverkiezingen in de tijd van het districtenstelsel en bestond tot 1918. In dit district deden met name rooms-katholieke kiesverenigingen mee om de winst.
In deze periode was ook het kiesdistrict Rheden tijdens Tweede Kamerverkiezingen een overwegend katholiek district en viel grotendeels samen met het historische gebied van de Liemers.
In 1920 gebruikte het CBS de naam De Lijmers voor een regio bestaande uit de toenmalige gemeenten Zevenaar, Didam, Bergh, Gendringen, Wehl, Duiven en Westervoort.

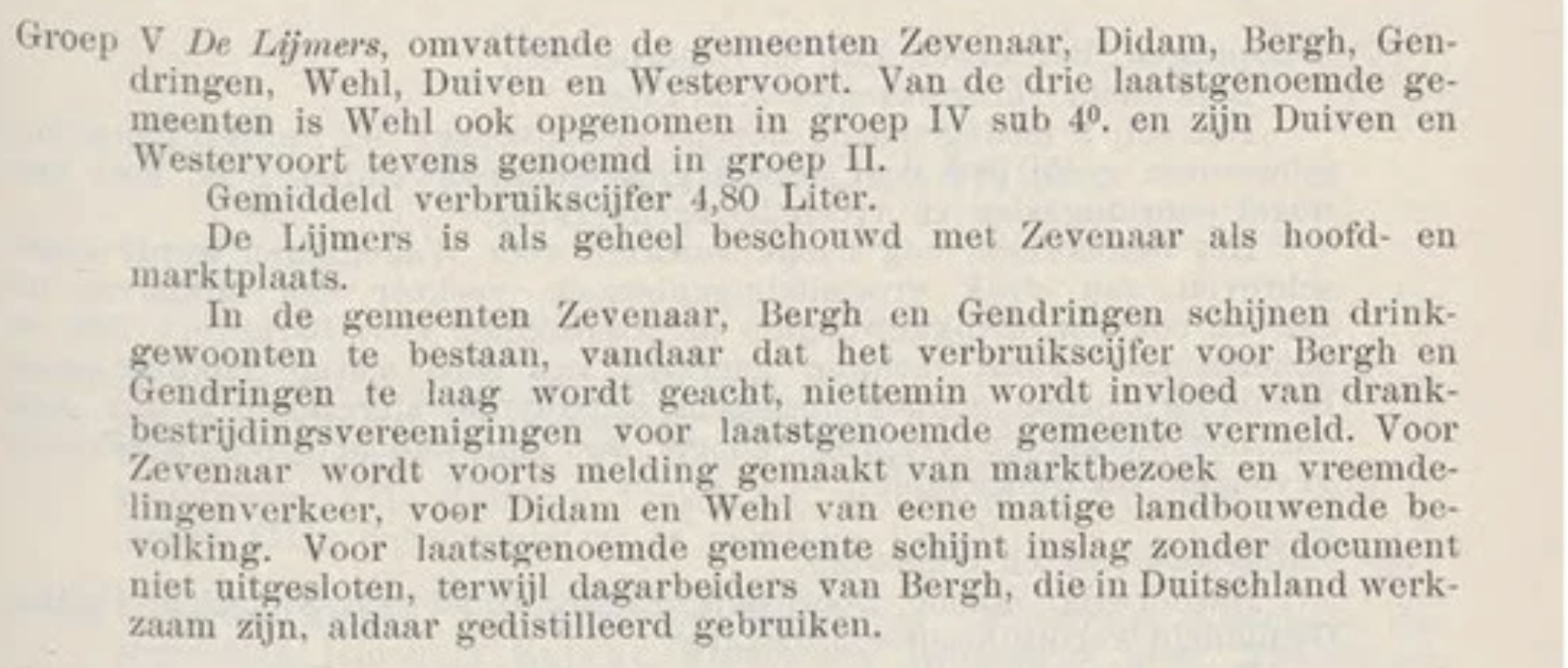
Beschrijving van de Liemers in het tijdschrift van het CBS in 1920.
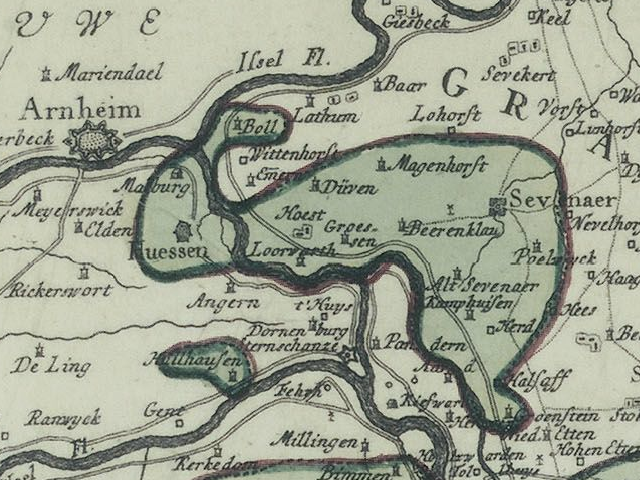
Het ambt Liemers in 1777

## Naam Liemers
De herkomst van de naam 'Liemers' is niet geheel opgehelderd. Volgens sommigen verwijst naar hij naar de Romeinse "limes" (grens). De Limes strekte zich uit van de Zwarte Zee tot Engeland (Hadrian's Wall). Volgens anderen heeft de naam betrekking op de afwatering van het Duivense en Westervoortse broekland (-mers) via de beek Lee (Ly-) op de Rijn. Het woord 'Leomerike' (de middeleeuwse benaming voor de Liemers) heeft een soortgelijke structuur als plaatsnamen als 'Babberich' (Babberik) en 'Emmerich' (Emmerik). Het stamwoord -rike zou duiden op (rijk) en Leomer of Lymer op leemrijk. Leomerike zou dan 'leemrijk' betekenen, verwijzend naar de rivierklei in de streek. Leomerike zou ook kunnen verwijzen naar het in de luwte liggen van het Montferland. Een andere theorie is dat de benaming voor het gouw Leomerike in de middeleeuwen bewust gekozen is omdat het naar verschillende betekenissen kan verwijzen (wellicht een combinatie van Limes, leemrijk, luwte en/of verwijzend naar de beek de Lee). De naam komt terug in de periode na Karel de Grote in een oorkonde van 23 maart 838, waarbij een zekere graaf Rodgar een aantal goederen, gelegen in de pago Leomeriche overdraagt aan de kerk van Sint Maarten in Utrecht. De bovengenoemde Kleefse akte van 1348 spreekt van onssen lande van Lyemersch. De Emmerikse geestelijke en historicus Adolf Tibus wijst op de overeenkomst tussen de streeknaam en de structuur van het bisdom Utrecht in de vroege middeleeuwen. Hier heeft Leomeriche zijn grootste omvang: van Westervoort tot Emmerik en van het bij Kleef gelegen Kellen tot Terborg.

### Gebruik van de streeknaam Liemers
De aanduidingen Lymers en Lijmers zijn door cartografen in bijvoorbeeld de negentiende eeuw veel gebruikt.

De vaste sectie “Berichten uit de Lijmers” in het voormalige regionale nieuwsblad De Graafschapbode bevatte onder meer nieuws uit de Liemers. 

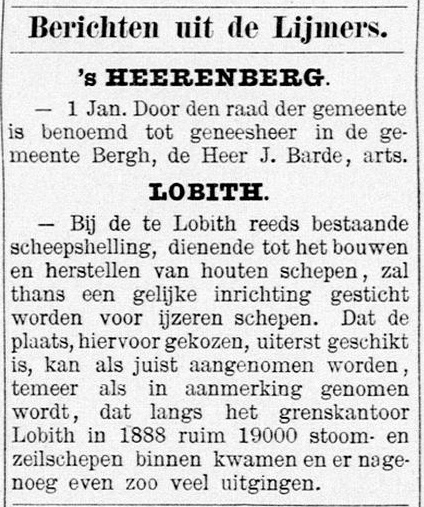
De sectie met nieuws uit de Liemers in De Graafschap-bode van 5 januari 1889.

Tegenwoordig leeft de aanduiding Liemers voort in de naam van diverse bedrijven, verenigingen en organisaties. Voorbeelden hiervan zijn het Erfgoedcentrum Achterhoek en Liemers, het Streekarchivariaat De Liemers en Doesburg en Reinigingsdienst de Liemers (RDL, een gemeenschappelijke regeling van de gemeenten Zevenaar en Montferland).
De website van de provinciale zender Omroep Gelderland (gld.nl) deelt plaatsen als Zevenaar, 's-Heerenberg en Beek in onder de sectie Liemers.

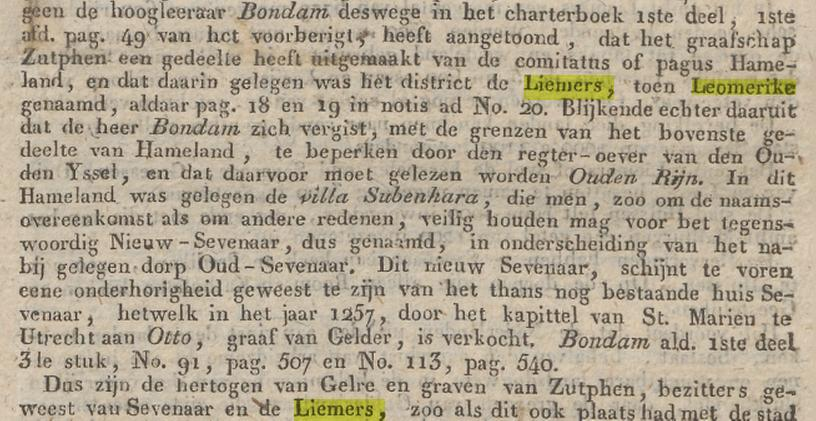
Beschrijving van de Liemers in de Arnhemsche Courant in 1816.
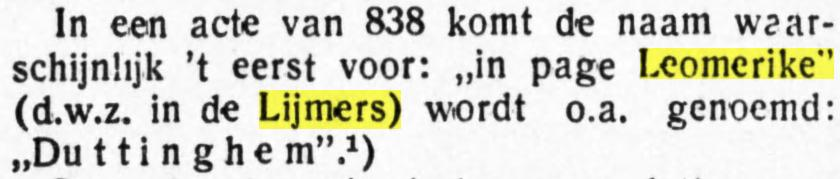
Beschrijving van de Liemers in de Graafschap-bode in 1938.
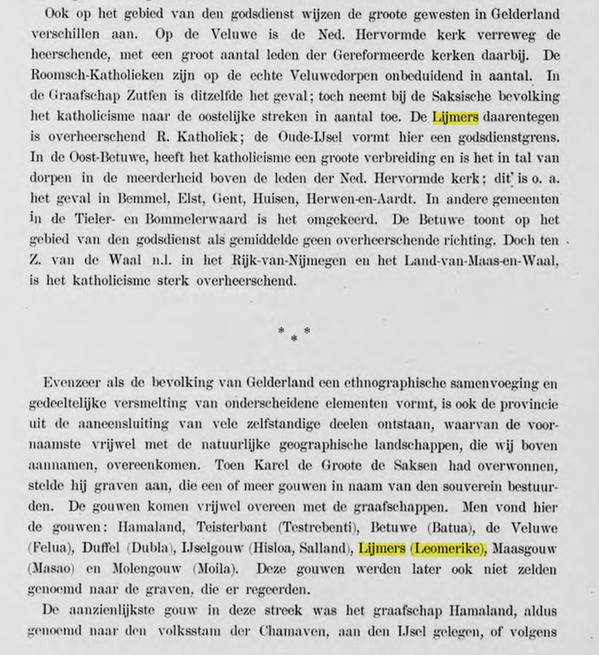
Beschrijving van de Liemers in Van Eems tot Schelde 1902-1906.
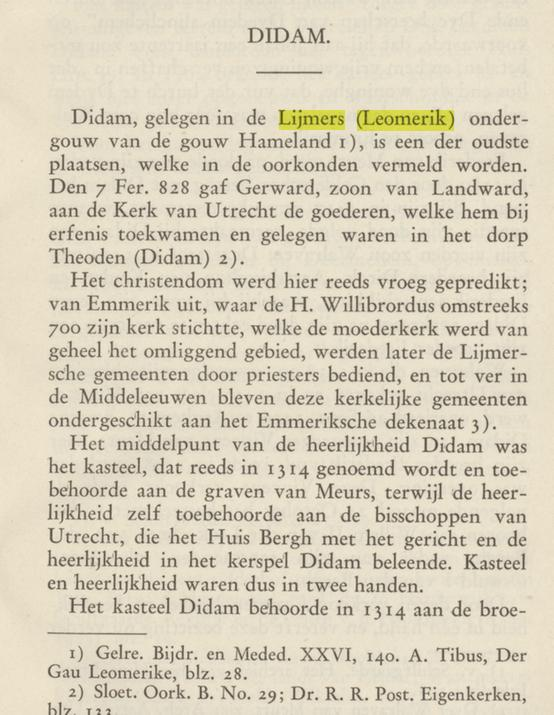
Beschrijving van de Liemers in Archief voor de geschiedenis van het Aartsbisdom Utrecht; bijdragen, 1937, 1937
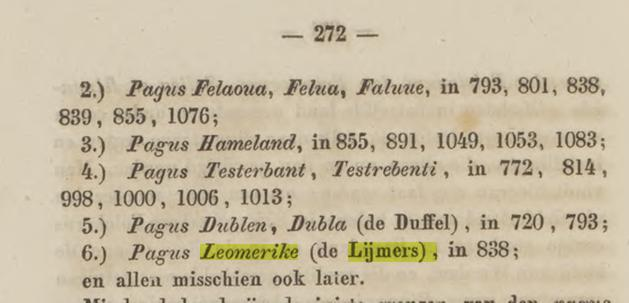
Beschrijving van de Liemers in Bijdragen voor vaderlandsche geschiedenis en oudheidkunde, 1847, 01-01-1847

## Plaatsen in de Liemers (met uitgangspunt Oude IJssel als oostelijke grens)
- Aerdt
- Angerlo
- Azewijn
- Babberich
- Beek
- Braamt
- Didam
- Doesburg-Beinum (alleen de wijk Beinum, gelegen ten zuiden van de Oude IJssel)
- Doetinchem Zuid (alleen de wijken gelegen ten zuiden van de Oude IJssel)
- Duiven
- Eldrik
- Etten
- Gendringen
- Giesbeek
- Greffelkamp
- Groessen
- 's-Heerenberg
- Herwen
- Holthuizen
- Kilder
- Lathum
- Lengel
- Lobith
- Loerbeek
- Loil
- Loo
- Megchelen
- Netterden
- Nieuw-Dijk
- Nieuw-Wehl
- Ooij
- Oud-Dijk
- Oud-Zevenaar
- Pannerden
- Spijk
- Stokkum
- Tolkamer
- Tuindorp
- Ulft
- Varsselder
- Vethuizen
- Wehl
- Westervoort
- Wijnbergen
- Zeddam
- Zevenaar